# Ghiacciaio Jorquera
Il ghiacciaio Jorquera è un ghiacciaio lungo circa 2,1 km e largo circa 2,3, situato sull'isola Greenwich, nelle isole Shetland Meridionali, un arcipelago antartico situato poco a nord della Penisola Antartica. Il ghiacciaio, più largo che lungo, si trova in particolare sulla costa nord-orientale dell'isola, all'estremità orientale della bocca della baia Discovery, dove fluisce verso ovest poco a sud di colle Poisson fino a entrare nella sopraccitata baia.

## Storia
Il ghiacciaio Jorquera è stato così battezzato dai membri della quindicesima spedizione antartica cilena, condotta nella stagione 1960-61 al comando di Pedro Jorquera Goicolea, proprio in onore del comandante della spedizione.